# Самохвалов, Дмитрий Игоревич
Самохвалов, Дмитрий Игоревич (род. 28 октября 1980, Каспийск, Дагестанская АССР) — российский лётчик, чемпион мира по высшему пилотажу.

## Биография
Родился в Каспийске.
Имеет звания мастера спорта международного класса в авиамодельном и самолётном спорте.
Отец был пилотом в компании «Аэрофлот», мать — преподаватель физкультуры.
Первый полёт на борту спортивного самолёта совершил в 1993 году в возрасте 13 лет на Як-52.
После переезда в Москву в 2002 году занялся обучением на частного пилота, позднее стал осваивать сложный и высший пилотаж, готовиться к спортивным соревнованиям по авиационным видам спорта. Также в этот период создал совместно со своими коллегами пилотажную группу «Первый полёт», в составе которой продолжает выступать.
С 2010 года генеральный директор РОО «Федерация самолётного спорта». 18 июня 2010 года ему было присвоено звание мастер спорта России международного класса

## Спортивная карьера
Совершил первый самостоятельный вылет в 2003 году, с 2013 года начал выступать на соревнованиях по самолётному спорту в составе сборной России на международных соревнованиях.
В 2017 году получил чемпиона[уточнить] Европы в классе Advanced, на чемпионате России занял 6 место в классе Unlimited.
В 2019 году выиграл чемпионат Европы по высшему пилотажу в нескольких категориях, продолжая выступать в классе Advanced, при этом на внутрироссийских соревнованиях выступая в классе Unlimited.
В 2021 году на XIV чемпионате мира по высшему пилотажу, проходившем в польском городе Торунь, получил кубок Абсолютного чемпиона и выиграл несколько золотых медалей. Команда, в составе которой выступал Самохвалов, выиграла все золотые медали этого чемпионата.